# Савурский, Александр Александрович
Александр Александрович Савурский (1827 — 1911) — русский военный инженер и педагог, инженер-генерал (1904).
Член Конференции Николаевской инженерной академии; почётный член Императорского русского технического общества.

## Биография
Из дворянского рода Савурских. В службу вступил в  1842 году, в 1846 году после окончания Главного инженерного училища и Николаевской инженерной академии по I разряду произведён в прапорщики и оставлен при Главном инженерном училище. В 1848 году произведён в подпоручики, в 1849 году в поручики, в 1855 году  в штабс-капитаны.
С 1852 года репетитор при Главном инженерном училище. С 1857 года  преподаватель Николаевской инженерной академии и учёный секретарь Инженерного отделения Военно-ученого комитета. В 1859 году произведён в капитаны. С 1863 года подполковник, помощник инспектора классов, с 1866 года полковник, инспектор классов Николаевской инженерной академии и училища. В 1876 году  произведён в генерал-майоры. В 1886 году  произведён в генерал-лейтенанты, с 1866 по 1911 годы член Конференции Николаевской инженерной академии. В 1904 году произведён в инженер-генералы.
С 1860 по 1911 годы был одним из создателей и главным редактором «Инженерного журнала». С 1866 года являлся соучредителем и пожизненным почётным членом Императорского русского технического общества.